# Brøndbyøster Sogn

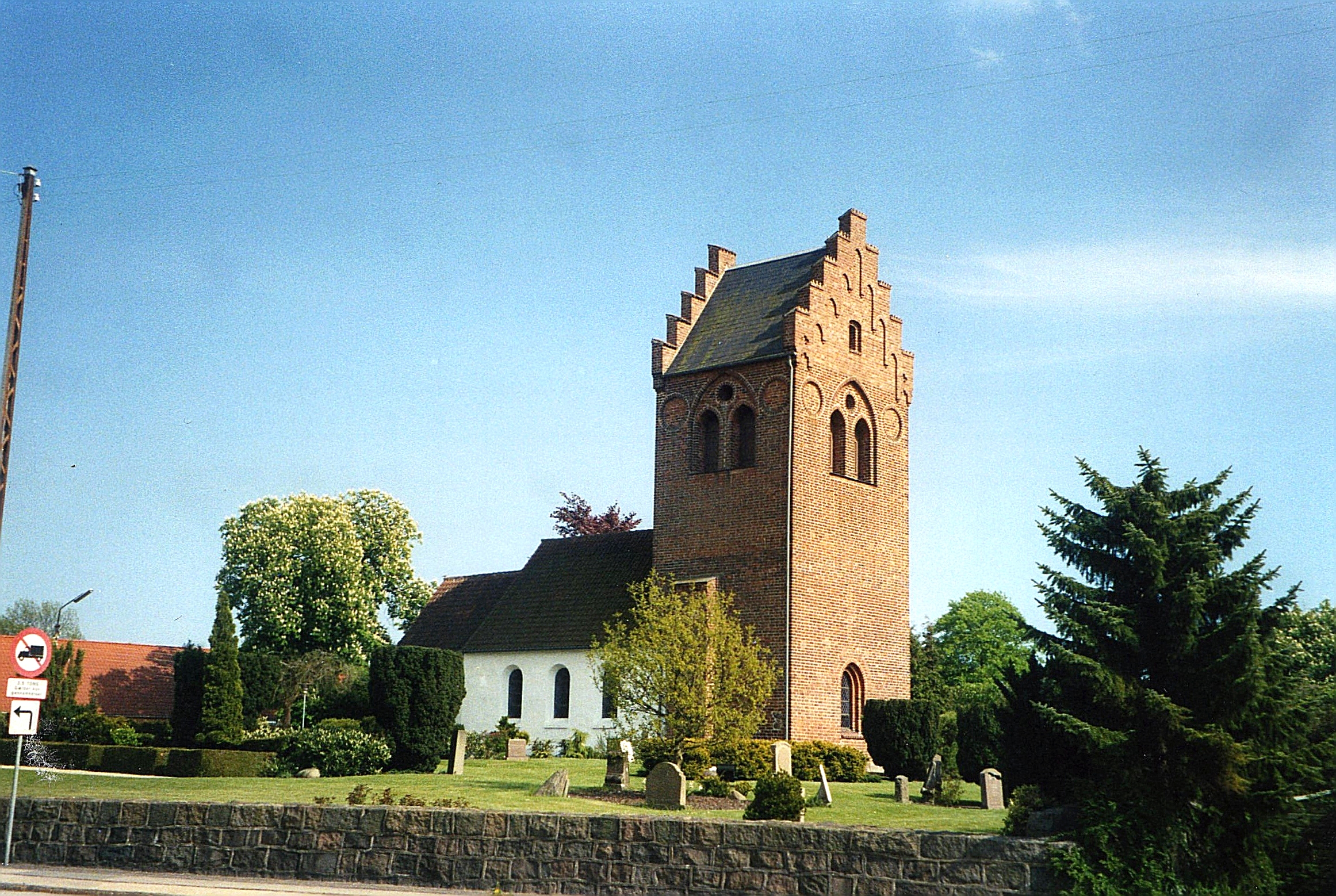
Brøndbyøster Kirke

Brøndbyøster Sogn ist eine Kirchspielsgemeinde (dän.: Sogn) in der Gemeinde Brøndby im Vorortbereich der dänischen Hauptstadt Kopenhagen. Bis 1970 gehörte sie zur Harde Smørum Herred im damaligen Københavns Amt. Mit der Auflösung der Hardenstruktur wurde das Kirchspiel in die Kommune Brøndby aufgenommen, diese blieb mit der Kommunalreform zum 1. Januar 2007 unverändert, gehört aber seitdem zur Region Hovedstaden.
Am 1. Januar 2023 lebten 5691 Einwohner im Kirchspiel. Auf dem Gebiet des Kirchspiels liegt die „Brøndbyøster Kirke“.
Nachbargemeinden sind im Norden Nygårds, im Nordwesten auf dem Gebiet der Rødovre Kommune das Kirchspiel Hendriksholm, auf dem Gebiet der Hvidovre Kommune im Osten Hvidovre und im Süden Avedøre, sowie im Westen Brøndbyvester.